# تاریخ قدیم تانگ
کتاب قدیمی تانگ (賈緯) یا کتاب تانگ، اولین اثر تاریخی کلاسیک در مورد دودمان تانگ، شامل ۲۰۰ فصل، و یکی از بیست و چهار تاریخ است. در اصل در طول دوره پنج دودمان و ده پادشاهی (قرن دهم پس از میلاد) گردآوری شده است، این کتاب سپس توسط تاریخ تانگ جدید، که در سلسله دودمان سونگ گردآوری شده بود، جایگزین شد، اما بعداً مورد پذیرش قرار گرفت.